# Alexei Iwanowitsch Mussin-Puschkin

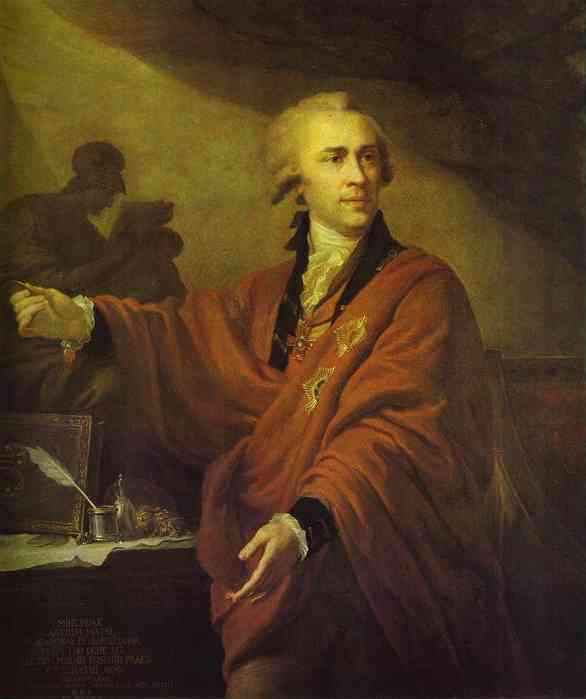
Alexei Iwanowitsch Mussin-Puschkin (J. B. Lampi d. Ä., 1794, Eremitage (Sankt Petersburg))

Alexei Iwanowitsch Mussin-Puschkin (russisch Алексей Иванович Мусин-Пушкин; * 16. Märzjul. / 27. März 1744greg. in Moskau; † 1. Februarjul. / 13. Februar 1817greg. ebenda) war ein russischer Staatsbeamter, Historiker, Büchersammler und Kunstsammler.

## Leben
Mussin-Puschkins Eltern waren der Garde-Kapitan Iwan Jakowlewitsch Mussin-Puschkin (1710–1799) und seine Frau Natalja Michailowna geborene Priklonska. Seine Schwester Jewdokija (1750–1810) war die erste Frau des reichen Moskauer Grundherrn Wassili Suchowo-Kobylin (Vater Alexander Wassiljewitsch Suchowo-Kobylins). Mussin-Puschkin absolvierte die Artillerieschule in St. Petersburg und war dann Adjutant bei Grigori Grigorjewitsch Orlow. Nach Orlows Entlassung 1722 ging Mussin-Puschkin auf Reisen und lebte in Deutschland, Frankreich, den Niederlanden, Italien, der Schweiz und England.
1775 kehrte Mussin-Puschkin nach St. Petersburg zurück und war Zeremonienmeister am kaiserlichen Hof (8. Rangklasse). Er besaß die Landgüter Ilowna und Andrejewskoje (Oblast Jaroslawl). 1781 heiratete er Fürstin Jekaterina Alexejewna Wolkonskaja, Tochter des Generalmajors Fürst Alexei Nikititsch Wolkonski, die mit dem Landgut Walujewo an der Likowa bei Moskau ausgestattet war. Sie bekamen drei Söhne und fünf Töchter.
Mussin-Puschkin betätigte sich als Historiker und begann, Antiquitäten zu sammeln. 1784 wurde er Wirklicher Staatsrat (4. Rangklasse) und 1785 Ehrenmitglied der Kaiserlichen Akademie der Künste. 1789 wurde er auf Vorschlag der Direktorin der Kaiserlichen Akademie Jekaterina Romanowna Woronzowa-Daschkowa einstimmig zum Wirklichen Mitglied der Akademie gewählt. Er nahm an ihren Versammlungen teil und beteiligte sich an der Arbeit für das Wörterbuch der Akademie. Er saß dem Komitee für die Verleihungen der Goldmedaillen vor, das in der Regel in seinem Hause tagte. 1789 leitete er die privilegierte Bildungseinrichtung für Ausländer, das Andersgläubigekorps (Griechisches Gymnasium). 1791 erwarb er einen Teil des Krjokschin-Archivs mit Dokumenten aus der Regierungszeit Peters I., Notizen Peters I. und altrussischen Manuskripten (Chronik des Fürsten Kriwoborski, Nikonchronik, Chronik Wassili Nikititsch Tatischtschews, Buch mit der großen Karte der russischen Territorien des 16.–17. Jahrhunderts). Später erhielt er direkt von den Krjokschin-Erben eine weitere Sammlung von Schriftstücken, die als Laurentius-Chronik bekannt wurde. Katharina II. trug durch eine Schenkung von Büchern und Manuskripten zum Wachstum der Sammlung bei.
1791 ernannte Katharina II. Mussin-Puschkin zum Ober-Prokurator des Heiligen Synods und beauftragte ihn, am Heiligen Synod die alten Manuskripte und Bücher aus allen Kirchen und Klöstern Russlands zu sammeln. Alle Eparchien erhielten entsprechende Anweisungen, und bereits im ersten Jahr erhielt Mussin-Puschkin 100 Manuskripte. Ein Teil der Einlieferungen befand sich später in seiner persönlichen Sammlung. 1793 besaß er bereits 1725 Manuskripte. 1793 wurde er Wirklicher Geheimer Rat (2. Rangklasse). Später kamen weitere Sammlungen hinzu, so die des Oberpriesters Pjotr Alexejewitsch Alexejew, des Archäologen Alexei Nikolajewitsch Olenin, des Grafen Gabriel Iwanowitsch Golowkin, des Erzbischofs von Astrachan Nikifor Feotoki und Manuskripte aus der Sammlung des Archimandriten Ioil Bykowski. Auch erhielt Mussin-Puschkin einige Manuskripte vom Dichter Gawriil Romanowitsch Derschawin geschenkt. Eine große Sammlung Rostower und Jaroslawler Antiquitäten erhielt Mussin-Puschkin vom Erzbischof von Jaroslawl und Rostow Arsseni Wereschtschagin, darunter das Igorlied. Mussin-Puschkin sammelte auch handschriftliche Zeugnisse bedeutender Menschen, beginnend mit Schriftstücken Katharinas II., die er von ihr selbst erhielt. Später kamen Schriftstücke von Dimitri von Rostow, Metropolit Samuil Mislawski von Kiew, Arsseni Wereschtschagin und anderen hinzu. Neben Büchern und Manuskripten sammelte Mussin-Puschkin auch inländische und ausländische Münzen und Medaillen. In seiner Gemäldesammlung befanden sich Bilder von Raffael, Rubens, Leonardo da Vinci und Correggio, deren Zuschreibungen später größtenteils nicht bestätigt werden konnten.

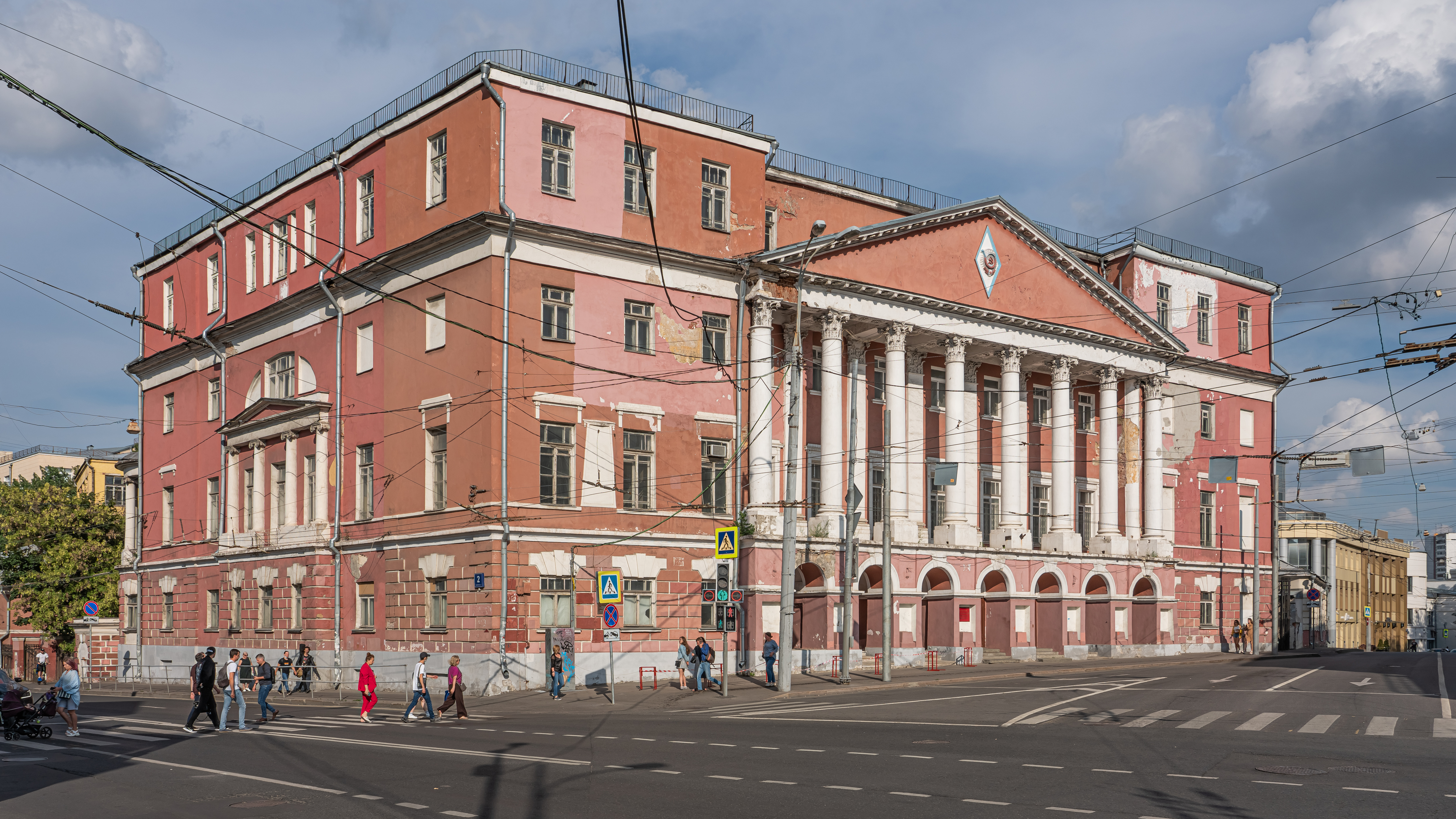
Mussin-Puschkin-Haus in Moskau

1795 nach dem Tode Iwan Iwanowitsch Bezkois wurde Mussin-Puschkin Präsident der Akademie der Künste. In dieser Zeit wurde nach einem Projekt von Alexander Filippowitsch Kokorinow und Jean-Baptiste Vallin de La Mothe für die Akademie ein neues Gebäude am Newa-Ufer gebaut. Er reorganisierte das System der Klassen der Professoren und gewann Förderer für die Akademie: Metropolit Gabriel Petrow von Nowgorod und St. Petersburg, Graf Alexander Andrejewitsch Besborodko, Graf Platon Alexandrowitsch Subow, Fürst Nikolai Borissowitsch Jussupow und Graf Pjotr Wassiljewitsch Sawadowski. Gegen den Widerstand des früheren Direktors berief Mussin-Puschkin den Bildhauer Fedot Iwanowitsch Schubin an die Akademie. Durch seine Berufungspolitik überwog die Zahl der russischen Professoren. Für die Einrichtung einer neuen Graveur-Klasse gewann er den Augsburger Kupferstecher Ignaz Sebastian Klauber (1753–1817). Zur Aufbesserung der Akademiekasse schlug er 1796 vor, dass die Studenten die Hälfte ihrer Verkaufserlöse an die Akademie zahlten. Die Entlohnungen wurden entsprechend den Gesetzen geregelt und Zusatzzahlungen verboten. Es gab Widerstände, und insbesondere mit Dmitri Grigorjewitsch Lewizki brach das Gespräch ab. Mussin-Puschkin initiierte jährliche Ausstellungen mit Vergabe von Geldpreisen aus seinem Gehalt. 1796 wurden Michail Iwanowitsch Koslowski, Andrei Jefimowitsch Martynow und Wladimir Lukitsch Borowikowski ausgezeichnet. Bei Borowikowski bestellte Mussin-Puschkin ein Porträt seiner Frau. Für die Bibliothek kaufte er Bücher. Als nach Katharinas II. Tod Paul I. das Andersgläubigekorps schloss, durfte Mussin-Puschkin die Bibliothek, das physikalische Kabinett und die Musiker mit ihren Instrumenten in die Akademiebibliothek übernehmen. Er baute eine Gemäldesammlung auf mit Gemälden von Raffael, Rubens, Leonardo da Vinci, Correggio, Salvator Rosa, Berchem, Sassoferrato, Bruni und Rokotow. Dazu kamen Grafiken und Bronzen sowie Kopien von Werken Canovas. Zu den bedeutendsten Lehrern an der Akademie gehörten Iwan Akimowitsch Akimow, Iwan Prokofjewitsch Prokofjew, Pietro Gonzaga, Grigori Iwanowitsch Ugrjumow, Iwan Petrowitsch Martos, Feodossi Fjodorowitsch Schtschedrin, Iwan Jegorowitsch Starow, Fjodor Grigorjewitsch Wolkow und Andrejan Dmitrijewitsch Sacharow. 1796 erhielt Mussin-Puschkin den Alexander-Newski-Orden.
1797 nahm Mussin-Puschkin seinen Abschied. Er erhielt den Grafentitel und wurde Senator. Er ließ sich mit seinen Sammlungen in Moskau nieder. In seiner Bibliothek forschten Nikolai Michailowitsch Karamsin, Iwan Nikititsch Boltin, Nikolai Nikolajewitsch Bantysch-Kamenski und Josef Dobrovský. 1807 überzeugte Bantysch-Kamenski Mussin-Puschkin, seine Sammlungen in das Moskauer Archiv des Kollegiums für Auswärtige Angelegenheiten (MAKID) zu geben, was Mussin-Puschkin allerdings nicht realisierte, so dass die Sammlungen beim Brand von Moskau (1812) vernichtet wurden. Nur wenige Stücke, die beispielsweise von Helena Pawlowna Romanowa, Karamsin, Platon Petrowitsch Beketow ausgeliehen waren, blieben erhalten. Die Laurentius-Chronik überlebte, weil sie vor Kriegsbeginn dem Sammler Alexander I. überreicht worden war (heute in der Russischen Nationalbibliothek).
Mussin-Puschkins jüngster Sohn Wladimir heiratete Emilia Stjernvall und war einer der Dekabristen.